# کلیو (کارولینای جنوبی)
کلیو(به انگلیسی: Clio) شهری در ایالت کارولینای جنوبی کشور ایالات متحده آمریکا است که جمعیت آن در سرشماری سال ۲۰۱۰ میلادی، ۷۲۶ نفر بوده‌است.